# K-Run's Park Me In First
Ch. K-Run's Park Me In First (Belleville, Illinois; 5 de mayo de 2005-Austin, Texas; 20 de septiembre de 2018), alias Uno, fue un perro de raza beagle (variedad 15 pulgadas).

## Historia
Ganó el primer premio en el Westminster Kennel Club Dog Show de 2008, una exposición canina que se celebra anualmente en el Madison Square Garden de Nueva York con varios jueces del American Kennel Club. Uno es el primer beagle en ganar el primer premio, además de ser el primer beagle en ganar en el grupo de perros de caza (hound group) desde 1939.